# 阿蒂斯-瓦勒德鲁夫尔
阿蒂斯-瓦勒德鲁夫尔（法語：Athis-Val de Rouvre，法語發音：[atis val də ʁuvʁ]）是法国奥恩省的一个市镇，位于该省西北部，属于阿让唐区。该市镇总面积76.97平方公里，2014年时的人口为4306人。

## 历史
阿蒂斯-瓦勒德鲁夫尔成立于2016年1月1日，由以下8个市镇合并而成：
- 奥恩省阿蒂斯（Athis-de-l'Orne）
- 布雷埃勒（Bréel）
- 拉卡尔内耶（La Carneille）
- 罗谢圣母村（Notre-Dame-du-Rocher）
- 龙弗日赖（Ronfeugerai）
- 塞格里方丹（Ségrie-Fontaine）
- 塔耶布瓦（Taillebois）
- 莱图拉耶（Les Tourailles）

其中奥恩省阿蒂斯为政府驻地。